# Intrige (Roman)
Intrige (Originaltitel: An Officer and a Spy) ist ein 2013 erschienener Thriller des britischen Autors Robert Harris. Es geht um die wahre Geschichte des französischen Offiziers Marie-Georges Picquart in den Jahren 1896 bis 1906. Das Buch folgt der Geschichte der Dreyfus-Affäre.

## Handlung
Nach der öffentlichen Degradierung von Alfred Dreyfus wird Georges Picquart zum Leiter des Deuxième Bureau ernannt. Diese ist der Inlandsgeheimdienst der Französischen Republik. Hier trifft er seinen Stellvertreter Major Hubert Henry, der anscheinend selbst Interesse an der Stelle gehabt hatte. In den nächsten Wochen arbeitet er sich in die Arbeit ein und lernt seine Mitarbeiter und einige Agenten kennen. Auch bekommt er das Geheimdossier in die Hände, das maßgeblich zu Dreyfus’ Verurteilung beigetragen hat, aber der Öffentlichkeit unbekannt ist.
Obwohl die Affäre offiziell beendet ist, erhält er dennoch den Auftrag weiterhin die Briefe von Dreyfus und dessen Familie zu überwachen. In diesem Zuge beginnt er auch die deutsche Botschaft überwachen zu lassen. Aus abgefangenen Briefen der Botschaft erfährt er von einem weiteren deutschen Spion, der sich schon bald als Hauptmann Ferdinand Walsin-Esterházy entpuppt. Als dieser sich auf eine Stelle im Generalstab bewirbt, erkennt Picquart an dessen Handschrift, dass Esterházy der ursprüngliche Spion ist und Dreyfus unschuldig sein muss. Als er seine Vorgesetzten darüber informiert, wird er abgewimmelt und schließlich auf seiner Position kalt gestellt.
Gleichzeitig werden 1896 Teile des Geheimdossiers in Zeitungen veröffentlicht und es kommt zu einer öffentlichen Empörung für und gegen Dreyfus. Picquart wird schließlich von seinen Vorgesetzten nach Tunesien strafversetzt. Die Anhänger von Dreyfus beginnen eine Medienkampagne, die von dem Generalstab mit dem Fälschen von Dokumenten, dem Freispruch von Esterhazys und einem Prozess gegen Picquart beantwortet wird.
Nach weiteren politischen Querelen gesteht Henry 1898, ein Belastungsdokument gefälscht zu haben, und begeht bald darauf Selbstmord. Gegen Picquart wird ein Gerichtsverfahren eingeleitet, bei dem er verurteilt wird, allerdings wird das Gerichtsurteil bereits einige Tage später am 8. Dezember ausgesetzt. Nach einem Urteil des Obersten Gerichtshofs wird das Verfahren gegen Dreyfus im Juli 1899 neu aufgerollt. Picquart unterstützt hierbei den Prozess nach Kräften. Mittels seines guten Gedächtnisses erinnert er sich an alle echten und gefälschten Dokumente. Trotz der erdrückenden Beweise wird Dreyfus am 9. September 1899 erneut schuldig gesprochen. Unmittelbar danach führt eine staatliche Amnestie zur Aussetzung des Urteils.
Es erfolgt ein Zeitsprung ins Jahr 1906. In der Zwischenzeit wird der Fall zivilrechtlich neu aufgerollt. Dreyfus und Picquart werden vom Parlament rehabilitiert und wieder in die Armee aufgenommen. Picquart wird gar zum Brigadegeneral befördert und wenige Wochen später zum Kriegsminister ernannt.

## Weltbild
Der Thriller spielt zur Zeit der dritten Französischen Republik. 24 Jahre vor den Geschehnissen verliert Frankreich den Deutsch-Französischen Krieg, wodurch es zur Einigung Deutschlands kommt. Dieses Trauma wirkt bei den nun gealterten Generälen und Ministern fort. Sie haben das Gefühl, dass ständig eine deutsche Invasion bevorstehen könnte. Auch deshalb fällt die Degradierung von Alfred Dreyfus so öffentlich aus. Zudem hat Frankreich Elsaß-Lothringen verloren, aus dem Dreyfus kam und auch seine Einkünfte bezog. Folglich wurde ihm eine freundliche Haltung gegenüber den Deutschen vorgeworfen.
Auch ist Dreyfus Jude, was ihm von konservativen Kreisen als Beweis seiner Schuld vorgehalten wurde und in der Bevölkerung antisemitische Vorurteile schürte. Diese Stimmung wurde noch von den Medien angeheizt, deren Freiheit deutlich größer war als heute. Aufgrund dessen kam es sowohl in liberalen wie in konservativen Blättern zu schweren Verunglimpfungen der anderen Seite.

## Form
In die Erzählgegenwart eingeflochten finden sich immer wieder Rückblenden. In diesen erinnert sich Picquart an seine erste Begegnung mit Dreyfus und an den ersten Prozess. Um die Handlung abzuschließen, findet am Ende des Buches ein zeitlicher Sprung von 1899 nach 1906 statt.
Der historische Thriller ist aus der Sicht Picquarts dargestellt und in der Ich-Perspektive erzählt. Die Handlung läuft abgesehen von den Rückblenden chronologisch ab. Von einigen Ausnahmen abgesehen hat der Leser nur das Wissen des Protagonisten.

## Rezeption
Für das Buch gewann Harris 2014 den Walter Scott Prize, mit dem jährlich historische Romane ausgezeichnet werden und der mit 25.000 £ dotiert war. Außerdem gewann er 2014 den American Library in Paris Book Award. Dieter Wunderlich schrieb auf seiner Seite: „Robert Harris entwickelt die Handlung vor historischen Kulissen und vermittelt dadurch auch ein plastisches Bild der französischen Gesellschaft um 1900.“ Das Buch wurde in der deutschen Presse positiv aufgenommen und etwa für die greifbare Atmosphäre gelobt.

## Auflagen
- Robert Harris: Intrige. Übersetzt von Wolfgang Müller, gebundenes Buch, Heyne Verlag, München 2013, ISBN 978-3-453-26878-4.
- Robert Harris: Intrige. Übersetzt von Wolfgang Müller, Taschenbuch, Heyne Verlag, München 2015, ISBN 978-3-453-43800-2.

## Film
Der Film mit dem Originaltitel J’accuse ist ein französisch-italienisches Historiendrama des Regisseurs Roman Polański, der gemeinsam mit Robert Harris das Drehbuch verfasste. In den Hauptrollen spielen Jean Dujardin Georges Picquart und Louis Garrel Alfred Dreyfus. Der Film gewann bei seiner Weltpremiere im Wettbewerb der Filmfestspiele von Venedig 2019 den Großen Preis der Jury und war u. a. für den Europäischen Filmpreis 2019 nominiert. Er startete am 13. November 2019 in den französischen und am 6. Februar 2020 in den deutschen Kinos.